# Vinterpsalm (Göran Andersson)
Vinterpsalm är en psalm från Åland, vars text är skriven av Göran Andersson. Musiken är skriven av Knut Grüssner. 
Musikarrangemanget i Psalmer i 2000-talets koralbok är gjort av Michael Winterquist.
Psalmen gavs ut 2006 för fyrstämmig kör (SATB) i häftet Psalmer i 2000-talet Allhelgonatid, advent och jul. Arrangemanget är gjort av Michael Winterquist.

## Publicerad som
- Nr 862 i Psalmer i 2000-talet under rubriken "Jesus Kristus - människors räddning".
- Nr 926 i Sång i Guds värld Tillägg till Svensk psalmbok för den evangelisk-lutherska kyrkan i Finland 2015 under rubriken "Tider och stunder".